# Vorab
Il Vorab (3.028 m s.l.m.) è una montagna delle Alpi Glaronesi che si trova tra i cantoni di Glarona e dei Grigioni.
La vetta in forma più completa è detta Bündner Vorab per distinguerla dall'anticima Glarner Vorab (3.018 m).

## Caratteristiche
La parte alta della montagna è ammantata dal ghiacciaio del Vorab. Su tale ghiacciaio è possibile effettuare lo sci estivo per merito degli impianti di risalita che partono da Flims.